# Huset Bourbon-Condé
Huset Bourbon-Condé var en sidegren til det franske kongehus. Sidegrenen er grundlagt i 1546 af Ludvig 1. af Bourbon-Condé, der var general for huguenoterne og farbror til kong Henrik 4. af Frankrig. Sidegrenen uddøde i 1830. 
Sidegrenen spaltede sig ud i flere linjer, herunder Bourbon-Conti (de titulære fyrster af Conti), der uddøde i 1814.

## Titulære fyrster af  Condé
- 1. fyrste: Ludvig 1. af Bourbon-Condé (1530–1569)
- 2. fyrste: Henrik 1. af Bourbon-Condé (1552–1588)
- 3. fyrste: Henrik 2. af Bourbon-Condé (1588–1646)
- 4. fyrste: Ludvig 2. af Bourbon-Condé (1621–1688), "den store Condé"
- 5. fyrste: Henrik 3. Jules af Bourbon-Condé (1643–1709)
- 6. fyrste: Ludvig 3. af Bourbon-Condé (1668–1710)
- 7. fyrste: Ludvig 4. Henrik af Bourbon-Condé (1692–1740)
- 8. fyrste: Ludvig 5. Josef af Bourbon-Condé (1736–1818)
- 9. fyrste: Ludvig 6. Henrik af Bourbon-Condé (1756–1830)
- prins: Ludvig–Anton af Bourbon-Condé (1772–1804)

Prins Ludvig–Anton af Bourbon-Condé blev henrettet efter ordre fra førstekonsul Napoléon Bonaparte. Da prinsen døde før sin far og farfar, blev han aldrig titulær fyrste.